# Josep Ferrer Peris
Josep Ferrer Peris (Barcelona, 20 de maig de 1934 - 31 de desembre de 2020) fou un tennista i dirigent esportiu català.
Format al Club Tennis Barcino, va ser campió de Catalunya infantil (1946, 1947, 1948) i júnior (1950), i al principi dels anys seixanta fou campió d'Espanya per equips amb el Barcino. A mitjans dels anys seixanta va esdevenir directiu del Club Tennis Barcino, i el 1965 va entrar a la Federació Catalana de Tennis com a membre del seu Comitè Juvenil; en va ser vicepresident a partir de 1975, i del 1981 al 2008 en va ser president. Durant seu mandat, la Federació Catalana de Tennis va professionalitzar totes les seves estructures, i impulsà la creació de les instal·lacions federatives de la Vall d'Hebron (escenari de la competició tennística dels Jocs Olímpics de Barcelona 1992), l'Hospitalet de Llobregat, Sant Joan Despí i Cornellà. També engegà campanyes per posar el tennis a l'abast de tothom, fomentant el tennis en cadira de rodes i paralímpic,i introduí el tennis a les presons. El 1999 va rebre el premi al millor dirigent de federació per part de l'Associació Catalana de Dirigents Esportius i, quan va deixar la presidència el mes de març del 2008, encara era membre del Comitè Juvenil de la Federació Internacional, càrrec en el qual s'havia estrenat el 1998, i membre del Comitè de Desenvolupament de la Federació Europea, que ocupava des de 1996.